# 普奧羅約亞河
普奧羅約亞河（俄语：Пуоройоя），是俄羅斯的河流，位於該國西北部卡累利阿共和國，屬於圖洛克薩河的左支流，河道全長19公里，流域面積134平方公里。